# Инструментален рок
Инструментален рок е жанр от рок музиката, който набляга предимно на музикалните инструменти, а пеене или няма или е изключително малко. Примери за инструментален рок могат да се открият във всеки поджанр, често се изпълнява от музиканти, които се специализират в този стил като Дик Дейл, The Ventures, Джо Сатриани, Стив Вай, Букър Ти и Ем Джис и The Champs. Въпреки че много рок бадни имат инструментални парчета, те не се класифицират като типични инструментални рок групи. Така например успешни групи като Metallica, Rush и The Allman Brothers Band имат редица инструментали.
От части поради пост-рок вълната през 90-те и от части поради липсата на инструменталисти в мейстрийма инструменатлия рок има доста преплитания с експерименталия рок.

## Ранна история
Инструменталия рок е най-популярен по време на първото десетилетие на rock & roll-a (от средата на 50-те до средата на 60-те), преди Британската инвазия.
Едни от популярните инструментални парчета по това време са Honky Tonk на Бил Доджет и Boogie in the Dark и Roll and Rhumba на блусмена Джими Рийд.
Джаз саксофониста Ърл Бостик съживява кариерата си с инструментали като Harlem Nocturne и Earl's Rhumboogie. Няколко ритъм енд блус саксофонисти имат хитови инструментали в този период, включително Ред Прайсък и Лий Алан (неговото парче Walking with Mr. Lee става досто популярно).
Има и няколко популярни блус инструментални песни от 50-те. Тогава Juke на Литъл Уолтър става водещ хит.
Инструменталните песни могат да наблягат на електронния орган (Telstar на The Tornads, The Happy Organ на Дейв „Бейби“ Кортез) или на саксофона (Tequila на The Champs), но най-забележима е китарата. Дуейн Еди издава няколко такива хита (най-известния е Rebel 'Rouser). Освен това той е първият rock & roll музикант, който издава стерео албум. Зловещия Rumble на Линк Рей сигурно е единствения инструментален рок хит, забранен от радио станциите.
The Fireballs започват кариерата си през 50-те с инструментални хитове като Torquay и Bulldog. Групата е първата, която установява конфигурацията китара/китара/бас/барабани. The Fireballs е една от малкото групи, която успешно минава към вокални изпълнения и достига най-големия си хит през 1963 г. – Sugar Shack.
Прецизните китарни изпълнения на The Ventures повлияват изключително много на следващото поколение китаристи; те също така спомагат за оформянето на сърф музиката, която дотогава се състои предимно от тежки, ехтящи китарни инструментали.
Сърф музиката е доста популярна в началото на 60-те и като цяло представлява прости и мелодични изпълнения. Изключение прави Дик Дейл, който става известен заради бързото си свирене, често повлияно от музиката на средния изток и включваща екзотични ритми.
Последното значимо събитие в инструменталия рок преди Британската инвазия е версията на Лони Мак на Memphis (оригиналът е на Чък Бери), който достига #5 в класацията на Билборд през юни 1963 г. Китарната виртуозност използваща гамата на блуса и дисторжън известява ерата на блус-рок китаристите. Зенита си този жанр ще достигне при Ерик Клептън, Джими Хендрикс и Стиви Рей Вон. Преди Лони Мак само два други инструментала достигат #5 в Билборд, и двата през 1960 г.: Дуейн Еди с Because They're Young и The Ventures с Walk, Don't Run.
След Бристанската инвазия рокът осезаемо се променя и инструменталните хитове идват предимно от ритъм енд блуса.

## 70-те
Фънкът и диското раждат няколко инструментални хита през 70-те.
Джаз фюжънът от 70-те често има значиелни стилистични заемки от рока и групу като Return to Forever, Mahavishnu Orchestra и Weather Report имат доста последователи сред рок феновете.
The Allman Brothers Band обикновено не е класифицирана като инструментална рок група, но въпреки това има доста инструментални парчета и правят по-дълги версии на свой песни. Добър пример за това е 22-минутната версия на Whipping Post от At Fillmore East. Инструменталите им In Memory of Elizabeth Reed и Jessica стават доста популярни, а втория е използван за музикална тема в двата формата на Top Gear.
Джеф Бек също записва два изцяло инструментални албума през 70-те: Blow by Blow и Wired. И в двата се усеща силно джаз влияние, а втория включва кавър на Goodbye Pork Pie Hat на Чарлз Мингъс.
Прогресив и арт рок изпълнителите от 60-те и 70-те имат редица виртуозни инструментали (и понякога инструментални песни), но повечето от композициите им са вокални. King Crimson стават изключително популярни в края на 60-те и през 70-те с експлозивните си инструментали, преплитащи рок, джаз, класика и хевиметъл. Tubular Bells на Майк Олдфийлд е изцяло инструментален (в някои от песните се изговарят отделни думи), издаден през 1973 г. и с 16-те милиона копия, в които е продаден става един от най-продаваните инструментални рок албуми. Холандстаката група Finch записва три изцяло инструментални албума с прогресив рок.
Втората вълна на сърф музиката започва през 1979 г. с издаването на първия запис на Jon & the Nightriders.

## 80-те
През 80-те в инструменталния рок доминират няколко китарни солисти. Шведския виртуоз Ингви Малмстийн става известен през 1984 г., докато свири в популяната Alcatrazz. Тогава издава дебютния си албум Rising Force, който стига до #60 в класацията на Билборд. Джо Сатриани издава през 1987 г. албума си Surfing with the Alien, който изненадващо става хит. В този албум са включени Always With Me, Always With You и Satch Boogie – и двете са задължителни за начинаещи китаристи. Две години по-късно излиза следващия албум на Сатриани Flying in a Blue Dream.
След като Малмстийн напуска Alcatrazz, мястото му е заето от екстравагантния Стив Вай, който преди това е работил с Франк Запа. Също като предшественика си Вай впоследствие издава редица високо качествени соло албуми, най-известния от които е издадения през 1990 г. Passion and Warfare.
Джейсън Бекер според мнозина също е фантастиен китарист, който издава два албума с Cacophony. Cacophony е предимно инструментална група включваща Бекер и Марти Фридман (който впоследствие се присъединява към траш легендите Megadeth). След издаването на втория им албум Go Off! през 1988 г., Бекер издава два соло албума, след което му е открита амиотрофична латерална склероза. Той е прикован към инвалидна количка и не може да свири.

## 90-те
През 1990 г. Стив Вай издава Passion and Warfare. Сливайки рок, джаз, класически и източни тоналности Passion and Warfare прави пробив във възгледите за това какво може да бъде постигнато в китарните композиции и техническите изпълнения. Той е последван от издадения през 1995 г. Alien Love Secrets и последвалия го епичен и комплексен Fire Garden (1996).
През 1995 г. Майкъл Анджело Батио от Nitro издава диска си No Boundaries, с който започва соло кариерата му. Албумите му са предимно инструментални, въпреки че в отделни песни пее той или друг вокал. За сега Батио има издадени осем самостоятелни албума.
През 90-те инструменталния рок прецъфтява сред инди рок групите и пост рок групи като Tortoise, Mogwai и Cul de Sac.
Хитовия „Криминале“ на Куентин Тарантино използва предимно инструментален рок в саундтрака и по този начин поражда интересн към класическите инструментали и възражда кариерата на Дик Дейл.
С издигането на гръндж музиката китарно ориентирания инструментален рок губи популярност и има съвсем малко музиканти, продължаващи да свирят в този стил.

## Новото хилядолетие
Свременнта симфония на Ичиро Нодайра Fire Strings, написана за електрическа китара и оркестър е считана за невъзможна за изпълнение. Стив Вай е помолен да се опита да я изсвири и не само, че се справя със задачата, а и е аплодиран на крак от класическия оркестър.
Няколко години по-късно Стив композира двучасов съвременен класически концерт озаглавен The Aching Hunger („Болезнения глад“). Композиран е за рок група (три китари, бас, барабани и т.н.), синтезатор и оркестър. Композицията представлява една полу-китарена полу-класическа инструментална част и една част, която е само класически инструментал без китара.
В последните години има издадени радица инструментални албуми. Множество китарни герои от 80-те правят своите завръщания на сцената и са добре приети. Музиканти като Стив Морз, Марти Фридман, Пол Гилбърт, Джо Сатриани и Ингви Малмстийн продължават да издават инструментални албуми, да изнасят концерти и имат голям успех. Въпреки това е изключителна рядкост да се чуе инструментално парче по радиото или да се види такова в музикалните класации.
В началото на новото хилядолетие се забелязва нарастваща популярност на групи класифицирани като пост рок групи; много от тях правят инструментални рок парчета. ТЪрябва да се отбележи, че детските телевизионни програми често използват за фон интрументални рок парчета.

## Интрументални rock & roll групи
| - The 440 Alliance - 5ive - 65daysofstatic - The Album Leaf - Davie Allan & the Arrows - Apocalyptica - The Bel-Airs - Billy Mahonie - The Black Mages - Bozzio Levin Stevens - Break of Reality - The Challengers - The Champs - The Chantays - Del Rey - Dirty Three - Do Make Say Think - Don Caballero | - Dysrhythmia - Explosions in the Sky - Finch - Jon Finn Group - The Fireballs - Friends of Dean Martinez - The Fucking Champs - God is an Astronaut - Godspeed You! Black Emperor - Gone - Grails - Hella - Ilium - Jakob - Karma To Burn - Liquid Tension Experiment - The Lively Ones - Maserati | - The Mercury Program - The Mermen - The Minibosses - Могуай - Mono - The Octopus Project - The Outlaws - Ozric Tentacles - Pele - Pelican - Ratatat - Red Sparowes - The Redneck Manifesto - The Roots of Orchis - Rovo - Russian Circles - Satellites LV - The Shadows | - Shadowy Men on a Shadowy Planet - A Silver Mt. Zion - The Six Parts Seven - Solaris - Los Straitjackets - SubArachnoid Space - The Surf Coasters - The Surfaris - Tarentel - Tortoise - Tribal Tech - Tristeza - Unwed Sailor - The Ventures - We Be the Echo - Weather Report - Yawning Man - Zombi | - Maybeshewill - And So I Watched From Afar - If These Trees Could Talk - Everything Is Made In China - Yndi Halda - This Will Destroy You - Pg.Lost - Collapse Under the Empire - Sleepmakeswaves - Caspain - Long Distance Calling - Gifts From Enola - I Hear Sirens - Red Sparowes |

## Инструментални rock & roll китаристи
| - Дейви Алан - Майкъл Анджело Батио - Джеф Бек - Джейсън Бекер - Ейдриън Белю - Buckethead - Bumblefoot - Лари Карлтън - Дик Дейл - Рик Девин - Ал Ди Меола - Дуейн Еди - Ноки Едуардс - Джон Фарар - Джон Фин - Марти Фридман - Роберт Фрип - Франк Гембъл - Пол Гилбърт | - Грег Гин - Стюарт Хам - Скот Хендерсън - Алан Холдсуорт - Грег Хоу - Ерик Джонсън - Майк Канийли - Джон Клайн - Шон Лейн - Джон Уоери - Тони Макалпин - Лони Мак - Ингви Малмстийн - Ханк Марвин - Так Мацумото - Рони Монтрос - Вини Мур - Стив Морз - Греъм Николс | - Майк Олдфийлд - Марио Парга - Джако Пасториус - Джон Петруци - Върнън Рейд - Патрик Рондат - Джо Сатриани - Цуоши Секито - Джим Томас - Стив Вай - Кацуми Уатанабе - Дейв Уейнър - Брус Уелч - Иън Уйлямс - Мейсън Уйлямс - Стив Уйнуд - Линк Рей - Дженифър Бейтън |